# Divinópolis (gemeente)
Divinópolis is een gemeente in de Braziliaanse staat Minas Gerais. De stad ligt op zo'n 120 km van de staatshoofdstad Belo Horizonte.

## Geschiedenis
In 1767 werd het dorpje Paragem da Itapecerica opgericht door 50 families. In 1770 kreeg het dorpje de naam Espírito Santo da Itapecerica. In 1912 kreeg het dorp stadsrechten en werd de naam Divinópolis aangenomen, wat betekent "Stad van de Heilige Geest". 

## Aangrenzende gemeenten
De gemeente grenst aan Carmo do Cajuru, Cláudio, Itapecerica, Nova Serrana, Perdigão, Santo Antônio do Monte, São Gonçalo do Pará en São Sebastião do Oeste.